# Vlad V cel Tânăr
Vlad V cel Tânăr  (le Jeune) ou Vlăduț, est prince de Valachie de 1510 à 1512.

## Biographie
Fils cadet de Vlad IV Călugărul, né en 1488, il devient prince de Valachie en 1510 après l'expulsion  de Mihnea Ier cel Rău et de Mircea IV Miloș, les héritiers de Vlad III l'Empaleur.
Le 17 août 1511, le nouveau prince se déclare vassal du roi Louis II de Hongrie. Il est tué dès le  23 janvier 1512 dans un combat contre les boyards de la famille de Craiovescu et les turcs de Mehmet Beg Mihaloglu pacha de Nicopolis qui l'avaient installé sur le trône deux ans plus tôt.

## Union et postérité
Il avait épousé Anca, fille de Rada et sœur du Jupan Stoian de Sărata. Ils eurent un fils :
- Vlad VII Înecatul qui deviendra prince de Valachie.

Il est peut-être également le père de :
- Vlad VI Dragomir.

## Source
- Raymond Mc Nally & Radu Florescu A la recherche de Dracula Robert Laffont Paris (1973)
- (ro) Constantin C. Giurescu & Dinu C. Giurescu Istoria Românilor volume II (1352-1606) p. 225-226. Editura Știintifică și Enciclopedică București (1976).